# La Croix-Helléan
La Croix-Helléan (bret. Ar Groaz-Helean) – miejscowość i gmina we Francji, w regionie Bretania, w departamencie Morbihan.
Według danych na rok 1990 gminę zamieszkiwało 639 osób, a gęstość zaludnienia wynosiła 44 osoby/km² (wśród 1269 gmin Bretanii La Croix-Helléan plasuje się na 754. miejscu pod względem liczby ludności, natomiast pod względem powierzchni na miejscu 685.).